# Eurysthea hirta
Eurysthea hirta là một loài bọ cánh cứng trong họ Cerambycidae.